# Hoffmannia ixtlanensis
Hoffmannia ixtlanensis là một loài thực vật có hoa trong họ Thiến thảo. Loài này được Lorence mô tả khoa học đầu tiên năm 1994.